# Чинн, Ники
Николас (Никки) Барри Чинн (англ. Nicky Chinn, Nicholas Barry Chinn; 16 мая 1945, Лондон, Англия) — продюсер и автор песен, член авторского тандема Chinnichap.

## Chinnichap
Никки Чинн (полное имя Николас Барри Чинн) из богатой лондонской еврейской семьи, владевшей автосалонами и автосервисами, ещё только пробовал свои силы в сочинении песен. Майк Чепмен, будучи уроженцем Австралии, приехал искать счастья в Англию, работал в Лондоне официантом, а в свободное время играл на гитаре в группе Tangerine Peel. Никки Чинн частенько заглядывал в ночной клуб Tramp, где Чепмен работал официантом. Там они и познакомились и, найдя общие интересы, решили сочинять вместе песни.

## Хиты
Следующие песни, которые продюсировал вместе с Майком Чепменом, занимали первое место в хит-парадах Великобритании:
- 1971:

New World: «Tom Tom Turnaround», «Kara Kara»
Sweet: «Funny Funny», «Co-Co», Alexander Graham Bell»
- 1972:

New World: «Sister Jane»
Sweet: «Poppa Joe», «Little Willy», «Wig-Wam Bam»
- 1973:

Mud: «Crazy», «Hypnosis», «Dyna-Mite»
Suzi Quatro: «Can the Can», «48 Crash», «Daytona Demon»
Sweet: «Block Buster», «Hell Raiser», «The Ballroom Blitz»
- 1974:

The Arrows: «Touch too Much»
Mud: «Tiger Feet», «The Cat Crept In», «Rocket», «Lonely This Christmas»
Suzi Quatro: «Devil Gate Drive», «Too Big», «The Wild One»
Sweet: «Teenage Rampage», «The Six Teens»
- 1975:

Mud: «The Secrets That You Keep», «Moonshine Sally»
Suzi Quatro: «Your Mama Won’t Like Me»
Smokie: «If You Think You Know How to Love Me», «Don’t Play Your Rock ‘N Roll to Me»
- 1976:

Smokie: «Something‘s Been Making Me Blue», «I‘ll Meet You At Midnight», «Living Next Door to Alice»
- 1977:

Suzi Quatro: «Tear Me Apart»
Smokie: «Lay Back in the Arms of Someone», «It‘s Your Life»
- 1978:

Suzi Quatro: «If You Can’t Give Me Love», «Stumblin’ In» (дуэт с Крисом Норманом)
Blondie: «Picture This», «Hanging on the Telephone»
Exile: «Kiss You All Over»
Racey: «Lay Your Love on Me»
Smokie: «For a Few Dollars More», «Oh Carol»
- 1979:

Suzi Quatro: «She’s in Love With You»
Blondie: «Heart of Glass», «Sunday Girl», «Dreaming», «Union City Blue»
Racey: «Some Girls»
- 1982:

Toni Basil: «Mickey»
- 1983:

Huey Lewis and the News: «Heart and Soul»
- 1984:

Tina Turner: «Better Be Good to Me»